# Wilparting

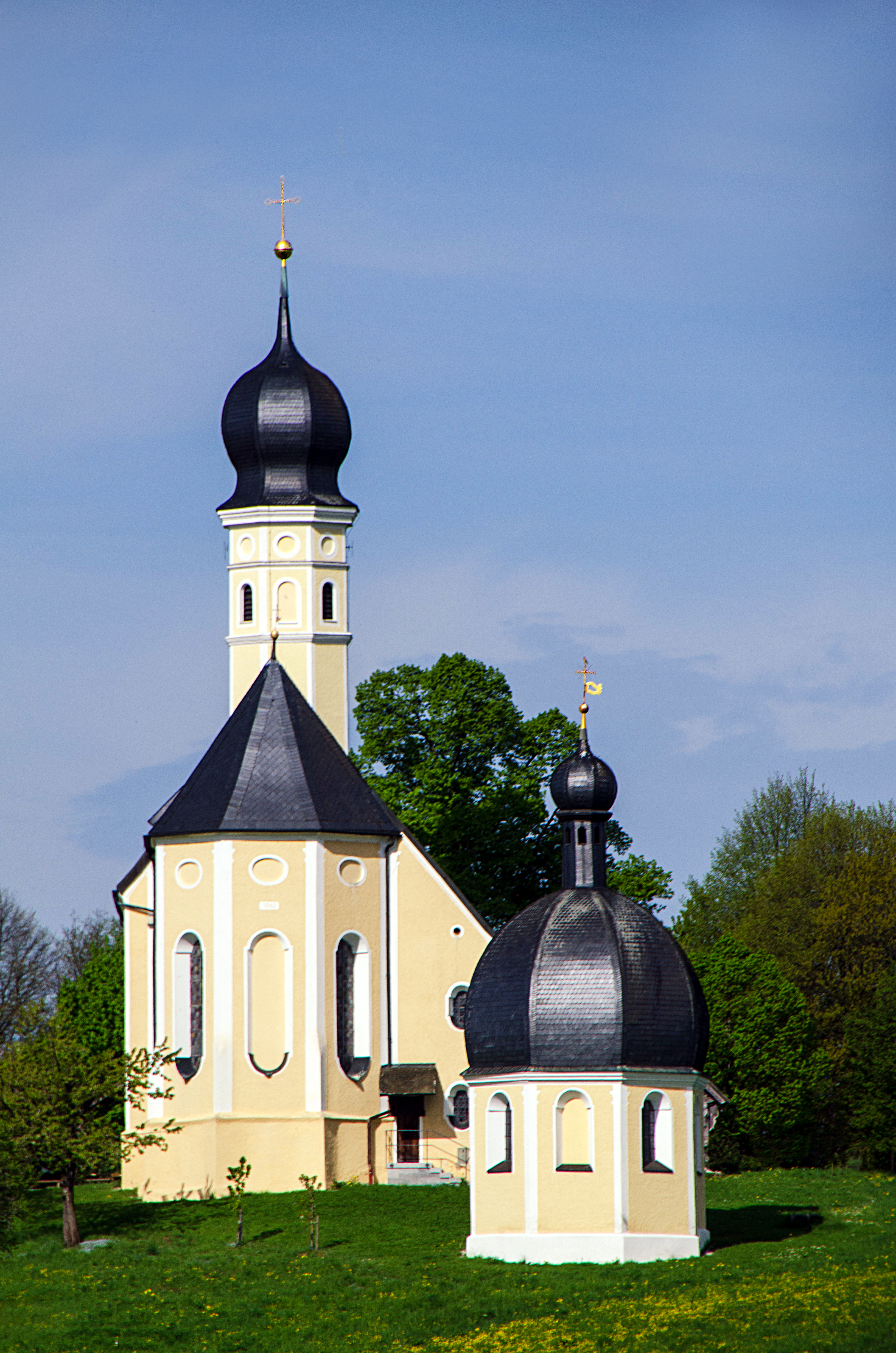
Wallfahrtskirche Wilparting

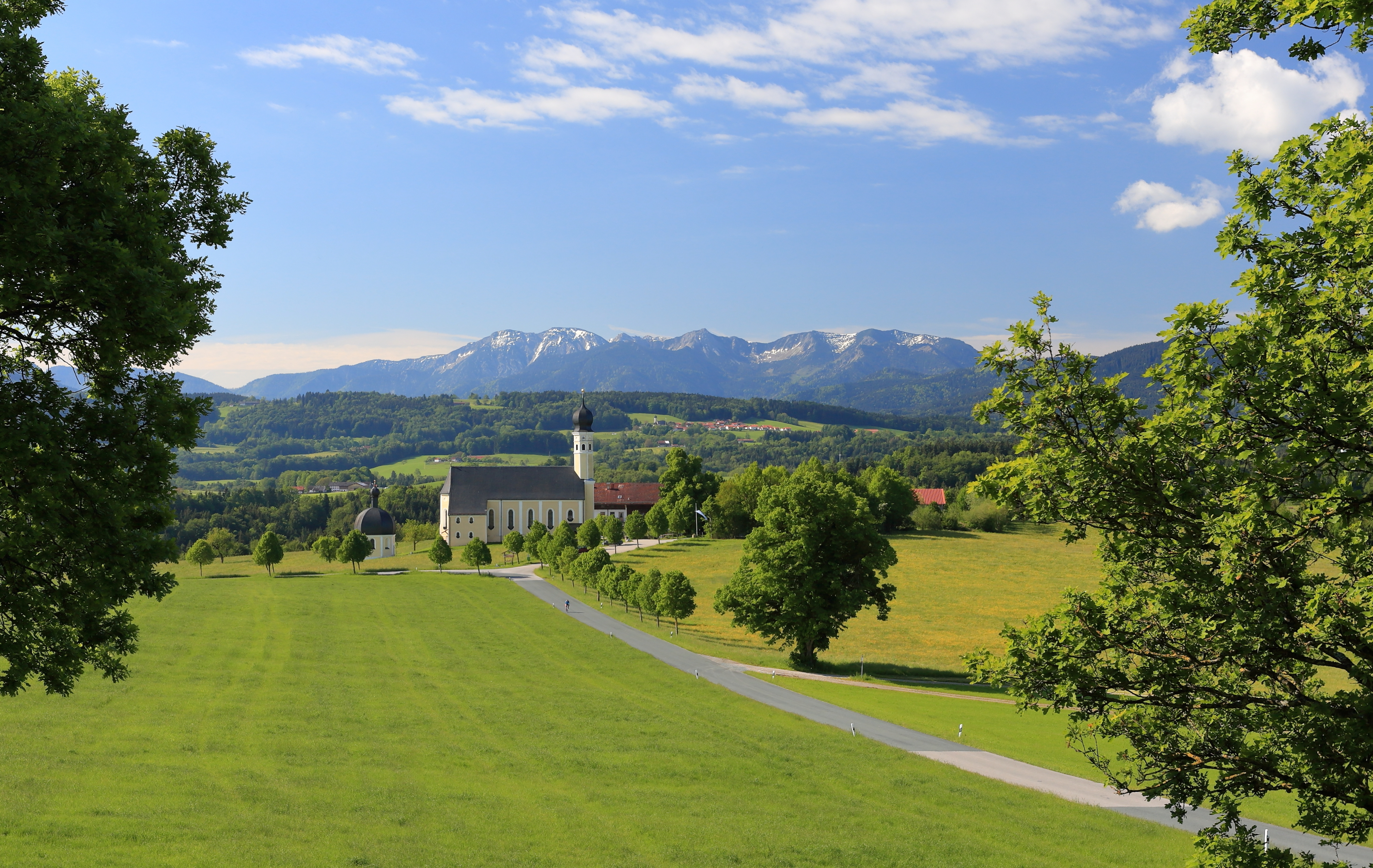
Wallfahrtskirche mit Alpenpanorama

Wilparting ist ein Ortsteil der Gemeinde Irschenberg im oberbayerischen Landkreis Miesbach. 

## Geschichte
Die Einöde geht zurück auf die Missionare Marinus und Anian. Der Wanderbischof Marinus lebte in Wilparting und erlitt hier der Überlieferung nach im Jahr 697 den Märtyrertod, während sein Neffe, der Diakon Anian, in seiner nahen Zelle in Alb gleichzeitig eines natürlichen Todes starb.

## Sehenswürdigkeiten
Wilparting ist ein alter Wallfahrtsort am gleichnamigen Irschenberg. Viele gen Süden reisende Autofahrer nehmen die Wallfahrtskirche Wilparting (St. Marinus und Anian) als „Postkartenmotiv“ wahr, das sich auch in der Vorbeifahrt auf der Bundesautobahn 8 von München nach Salzburg südöstlich des Rasthofes Irschenberg bietet. Die Störung dieser Idylle durch den Bau einer McDonald’s-Filiale auf der Sichtachse griff der Regisseur Thomas Kronthaler in seinem Erstlingswerk Die Scheinheiligen auf.
Das Alter der im Ortsteil stehenden St. Marinus-Linde wurde 2012 auf 750 Jahre geschätzt.